# Митницата
Митницата е планинска седловина (проход) в Югозападна България и Северна Гърция, между планините Стъргач на запад и Белотинските планини (Перица) на изток. През нея минава българо-гръцката граница.
Носи името на бивша митница. През седловината минава вододелът между водосборния басейн на Мътница на север и безотточната Белотинска котловина на юг. Разположена е на около 708 m надморска височина и е дълга около 3 km. Състои се от метаморфни скали, покрити с песъкливо-глинести седименти. Почвите са излужени канелени горски. В миналото през нея минава пътят от Неврокоп за Драма – така нареченият Драмски път.